# Thierry Le Gloanic
Thierry Le Gloanic, né le 13 mai 1963 à Vannes, est un nageur handisport français.

## Carrière
Thierry Le Gloanic participe à trois éditions des Jeux paralympiques. Aux Jeux paralympiques d'été de 1980 à Arnheim, il n'obtient pas de médaille. Il est médaillé de bronze du 50 mètres dos L3 aux Jeux paralympiques d'été de 1984. Aux Jeux paralympiques d'été de 1992 à Barcelone, il remporte la médaille d'or du 4x50 mètres quatre nages S1-6 et deux médailles d'argent, l'une en relais 4x50 m nage libre S1-6 et l'autre en 50 mètres papillon S5.